# 25 de Mayo (Uruguay)
25 de Mayo es una localidad uruguaya del departamento de Florida.

## Ubicación
La localidad se encuentra situada en la zona suroeste del departamento de Florida, próximo y al oeste del embalse de Paso Severino, y en el cruce de la ruta 76 con la línea de ferrocarril Montevideo-Paso de los Toros, con estación en su km 91. Dista 18 km de la ciudad de Florida.

## Historia
Un 25 de mayo de 1874, Ramón Álvarez compró unos campos en el lugar conocido como Isla Mala, lo dividió en parcelas y las vendió. Así nació la villa que, al final, tendría con el tiempo el nombre de 25 de Mayo en honor a la fecha en que Álvarez compró los campos.
Según el decreto del 1º de septiembre de 1875, a esa fecha el pueblo conocido como Isla Mala era de reciente creación y fue declarado pueblo y redenominado por ley 6.196 de 17 de julio de 1918 como 25 de Mayo. Fue elevado de pueblo a villa por ley 15.706 del 28 de enero de 1985.

## Población
Según el censo del año 2023 la localidad contaba con una población de 2172 habitantes.
| 4884          | 1692 | 1874 | 1834 | 1931 | 1845 | 1852 | 2172 |
| (Fuente: INE) |      |      |      |      |      |      |      |